# 7668 Mizunotakao
7668 Mizunotakao è un asteroide della fascia principale. Scoperto nel 1995, presenta un'orbita caratterizzata da un semiasse maggiore pari a 2,3726032 UA e da un'eccentricità di 0,1722817, inclinata di 2,35909° rispetto all'eclittica.